# Championnat du Yémen de football 2009-2010
Navigation
Saison précédente Saison suivante
La saison 2009-2010 du Championnat du Yémen de football est la dix-huitième édition de la première division au Yémen. Quatorze formations sont rassemblées au sein d'une poule unique et s'affrontent deux fois au cours de la saison, à domicile et à l'extérieur. Les quatre derniers sont relégués et remplacés par les quatre meilleurs clubs de Division 1, la deuxième division yéménite.
C’est Al Saqr Ta'izz qui remporte la compétition cette saison après avoir terminé en tête du classement final, avec cinq points d'avance sur Al-Tilal SC et huit sur Al-Shabab al-Baydaa. Il s’agit du second titre de champion du Yémen de l’histoire du club après celui obtenu en 2006.

## Les clubs participants
| - Al-Sha'ab Ibb - Al Wehda Club Aden - Al-Shabab al-Baydaa - Al Ittihad Ibb - Al-Tilal SC - Al Hilal Hudaydah - Al Shula Aden | - Al Wehda Club Sanaa - Promu de D2 - Al Oruba Zabid - Promu de D2 - Al Yarmuk al-Rawda - Al Ahli Ta'izz - Promu de D2 - Al Saqr Ta'izz - Al Ahli Sanaa - Salam al-Garfa - Promu de D2 |

## Compétition
Le barème de points servant à établir le classement se décompose ainsi :
- Victoire : 3 points
- Match nul : 1 point
- Défaite : 0 point

### Classement
| Rang | Équipe               | Pts | J  | G  | N  | P  | Bp | Bc | Diff |
| ---- | -------------------- | --- | -- | -- | -- | -- | -- | -- | ---- |
| 1    | Al Saqr Ta'izz       | 52  | 26 | 16 | 4  | 6  | 43 | 23 | +20  |
| 2    | Al-Tilal AdenC       | 47  | 26 | 14 | 5  | 7  | 43 | 26 | +17  |
| 3    | Shabab Al Baydaa     | 44  | 26 | 14 | 2  | 10 | 31 | 23 | +8   |
| 4    | Al Ahli Sanaa        | 43  | 26 | 12 | 7  | 7  | 29 | 23 | +6   |
| 5    | Al-Ahli Ta'izzP      | 41  | 26 | 13 | 2  | 11 | 34 | 32 | +2   |
| 6    | Al Oruba ZabidP      | 39  | 26 | 12 | 3  | 11 | 36 | 30 | +6   |
| 7    | Al Wehda Club SanaaP | 37  | 26 | 9  | 10 | 7  | 28 | 24 | +4   |
| 8    | Al Ittihad Ibb       | 36  | 26 | 9  | 9  | 8  | 22 | 25 | -3   |
| 9    | Al-Sha'ab Ibb        | 31  | 26 | 8  | 7  | 11 | 29 | 30 | -1   |
| 10   | Al Hilal HudaydahT   | 31  | 26 | 9  | 4  | 13 | 26 | 31 | -5   |
| 11   | Al Shula Aden        | 30  | 26 | 7  | 9  | 10 | 25 | 39 | -14  |
| 12   | Al Wehda Club Aden   | 28  | 26 | 8  | 4  | 14 | 23 | 39 | -16  |
| 13   | Salam al-GarfaP      | 27  | 26 | 5  | 12 | 9  | 27 | 33 | -6   |
| 14   | Al Yarmuk al-Rawda   | 18  | 26 | 4  | 6  | 16 | 26 | 44 | -18  |

|  | Qualification pour la Coupe de l'AFC 2011                                      |
|  | Relégation directe en Division 1                                               |
|  | T : Tenant du titre C : Vainqueur de la Coupe du Yémen P : Promu de Division 1 |

## Bilan de la saison
| Championnat du Yémen de football 2009-2010 |                           |
| Champion                                   | Al Saqr Ta'izz (2e titre) |
| Coupes et trophées                         |                           |
| Vainqueur de la Coupe du Yémen 2009-2010   | Al-Tilal Aden             |
| Qualifications continentales               |                           |
| Coupe de l'AFC 2011                        | Al Saqr Ta'izz            |
| Coupe de l'AFC 2011                        | Al-Tilal Aden             |
| Promotions et relégations                  |                           |
| Promus en Yemeni League                    | Hassan Abyan              |
| Promus en Yemeni League                    | Al-Rasheed Ta'izz         |
| Promus en Yemeni League                    | Al Sha'ab Hadramaut       |
| Promus en Yemeni League                    | Al Sha'ab Sanaa           |
| Relégués en Division 1                     | Al Shula Aden             |
| Relégués en Division 1                     | Al Wehda Club Aden        |
| Relégués en Division 1                     | Salam al-Garfa            |
| Relégués en Division 1                     | Al Yarmuk al-Rawda        |